# 回路網解析
電気工学・電子工学で、回路網（かいろもう、network）とは、互いに作用する回路素子の集合のことであり、
回路網解析（かいろもうかいせき、英:network analysis）は、回路網にある全ての構成素子上の電圧や回路要素を流れる電流を調べることを示す。この解析を行うためには、様々な手法がある。

## 回路網方程式
ある回路網が与えられたとき、その回路網に対する方程式の立て方には
1. 枝電流法
2. 閉路電流法（網目電流法、インピーダンス法）
3. 節点電位法（アドミッタンス法）

の3種類がある。それぞれ未知数としておくものが異なり、節点数n、枝数b、基本閉路の数lの回路網で必要な方程式の数は、枝電流法では(n-1)+l=b、閉路電流法ではl=b-n+1、節点電位法ではn-1となる。